# Lemberg pri Novi Cerkvi
Lemberg pri Novi Cerkvi je manjše naselje podeželskega značaja v Občini Vojnik. Glavnina naselja se nahaja ob lokalni cesti, ki povezuje Novo Cerkev z Dobrno, približno 6 km je Lemberg oddaljen od Vojnika. Glavna znamenitost je grad Lemberg iz 12. stoletja, ki stoji na vzpetini nad naseljem. V naselju je podružnična cerkev sv. Katarine Aleksandrijske.